# Diecezja władywostocka
Diecezja władywostocka (łac. Dioecesis Vladivostokensis, ros. Владивостокская епархия) – dawna rzymskokatolicka diecezja ze stolicą we Władywostoku, w Rosji. Biskupstwo nie należało do żadnej metropolii, lecz podlegało bezpośrednio papieżowi.

## Historia
2 lutego 1923 papież Pius XI bullą Semper Romani erygował diecezję władywostocką. Dotychczas wierni z tych terenów należeli do wikariatu apostolskiego Syberii (obecnie nieistniejącego). Diecezja obejmowała Syberię środkową
i rosyjski Daleki Wschód. W momencie powstania diecezja władywostocka liczyła:
- 20 000 wiernych
- 6 kapłanów
- 6 kościołów[1].

W niedługim czasie po powstaniu diecezji rozpoczęły się bolszewickie prześladowania. W 1930 bp Karol Śliwowski został przymusowo wywieziony do oddalonej ok. 20 km od Władywostoku Sedanki, gdzie pozbawiony środków do życia oraz możliwości sprawowania funkcji duszpasterskich zmarł 5 stycznia 1933. Nigdy nie powołano jego następcy. Diecezja de facto zanikła i już nigdy się nie odrodziła.
13 kwietnia 1991 z diecezji władywostockiej wydzielono administraturę apostolską Kazachstanu (obecnie diecezja karagandyjska) i administraturę apostolską Nowosybirska (obecnie diecezja Przemienienia Pańskiego w Nowosybirsku). 11 lutego 2002 papież św. Jan Paweł II zniósł diecezję władywostocką, włączając resztę jej terytorium do diecezji Świętego Józefa w Irkucku.

## Biskupi władywostoccy
- bp Karol Śliwowski (1923–1933)
- sede vacante (1933–2002)